# Мухаммад Давра
Мухаммад Давра (Джаура) (*д/н–1730) — султан Дарфуру в 1722—1730 роках. Відомий також як Мухаммада Гарут.

## Життєпис
Походив з династії Кейра. Старший син султана Ахмада Бакра. За часів батька очолював війська в численних кампаніях. Оголошений спадкоємцем трону. Після раптової смерті батька 1722 року продовжив похід на Кордофан, який підкорив.
В цей час в Ель-Фаширі, столиці султанату, владу захопив родич Ісмаїл Абу Харрана. Втім його Мухаммад повалив доволі швидко, закріпивши свою владу.
Втім невдовзі опинився у вирі палацових інтриг. Разом з тим намагався продовжити активну зовнішню політику. Напочатку 1820-х років зумів нав'язати султану Вадаю Юсуфу Харіф'яну свою зверхність.
1730 року султан Мухаммад Давра внаслідок заколоту сина Умар Лайла був повалений, загратований, а потім страчений.